# Claorhynchus
Claorhynchus trihedrus is een plantenetende ornithischische dinosauriër die tijdens het late Krijt leefde in het gebied van het huidige Noord-Amerika.
In 1892 benoemde Edward Drinker Cope de typesoort Claorhynchus trihedrus. De geslachtsnaam is afgeleid van het Oudgrieks κλάω, "breken" (letterlijk: "ik breek") en ῥύγχος, rhynchos, "snuit". De soortaanduiding betekent "drievlakkig".
Het holotype, AMNH 3978, is in Fergus County, Montana, gevonden in een laag van de Laramieformatie die dateert uit het Maastrichtien. Het bestaat uit een aantal gebroken stukken bot die Cope interpreteerde als het rostrale en het predentarium van een lid van de Agathaumidae. Het zou dus gaan om de beenkernen van de snavel van een lid van wat tegenwoordig de Ceratopidae genoemd worden. Daarnaast meldde Cope stukken van een "massief" supratemporale. John Bell Hatcher echter, achtte het in 1902 materiaal van een lid van de Hadrosauridae. Dat standpunt zou daarna meestal herhaald worden totdat Michael Brett-Surman in 1988 concludeerde, na de botten met Douglas Lawson opnieuw bestudeerd te hebben, dat het toch om een ceratopide ging maar dat het niet de snavelkernen betrof maar delen van het nekschild, vermoedelijk het squamosum. Daarbij zou het, gezien de herkomst, resten van Triceratops betreffen. Dat zou Claorhynchus tot een jonger synoniem van dat geslacht maken. De datering is echter omstreden: sommigen denken dat het fossiel in feite uit de Judith River Formation komt die dateert uit het Campanien. Daarom wordt Claorhynchus tegenwoordig meestal gezien als een nomen dubium.
Cope viel al op dat de stukken aan hun onderkant erg plat zijn, niet door compressie — ze waren volgens hem nog breder dan hoog met een afgeronde middenkiel bovenop, vandaar de soortaanduiding — maar als hun natuurlijke toestand. Hun oppervlak wordt ingesneden door ruwe groeven die eindigen in kleine foramina. Hij leidde daar de aanwezigheid van een smalle hoornsnavel uit af, een aanpassing aan het kraken van hard plantenmateriaal. Hatcher daarentegen meende dat het niet om het rostrale en predentarium ging maar om de achterliggende praemaxillae van de snuit. Dat die tandeloos waren zonder zelfs een richel, zou dan een aanwijzing zijn dat het een hadrosauride betrof. Brett-Surman stelde dat het de dikke basis van het squamosum betrof die ook driehoekig in doorsnee is en een oppervlakkige gelijkenis vertoont met een snavelpunt.